# Бадьян
Бадья́н, или Иллициум (лат. Illicium) — род цветковых растений семейства Лимонниковые (Schisandraceae). В некоторых русскоязычных энциклопедиях встречаются названия Ясенец и Звездчатый анис.
В ряде источников данный род выделяется в монотипное семейство Бадьяновые (Illiciaceae).
| |
| |
| |
| Сверху вниз: Листья (Бадьян Генри). Цветок (Бадьян флоридский). Плоды и семена (Бадьян настоящий). |

## Ботаническое описание
Небольшие вечнозелёные деревья или кустарники. Одногодичные веточки светло-зелёные, голые.
Листья большей частью собранные на концах побегов, цельнокрайные, черешковые, без прилистников, с мелкими точками-желёзками.
Цветки обоеполые, одиночные, пазушные, на цветоножках, повислые, жёлтые или пурпурные; околоцветник из 3—6 наружных и 12—15 внутренних долей, расположенных в несколько кругов; тычинки и плодолистики многочисленные.
Плод сборный, состоящий из многих односемянных сухих древеснеющих листовок, расположенных звездообразно на коническом цветоложе. Семена твёрдые, гладкие, блестящие.
Плодоносить начинает на пятый год.

## Распространение и экология
Родина — Северная Америка, Восточная и Юго-Восточная Азия. Распространение получил также в Индокитае (Вьетнам, Камбоджа), в Абхазии.
Некоторые виды опыляются самками галлиц, которые используют цветы бадьяна как место для откладки яиц.

## Значение и применение
В качестве пряности употребляют сухие зрелые плоды бадьяна настоящего (Illicium verum) в неизменном или молотом виде.

### Древесина
Древесина заболонная, рассеяннососудистая, бледно-коричневая с отчётливыми красноватыми лучами на радиальном срезе, умеренно твёрдая, умеренно тяжёлая, по механическим свойствам напоминающая древесину клёнов (Acer). Стойкость низкая. Годичные кольца более или менее отчётливые. Сосуды с лестничной перфорацией, с очень большим (до 150) количеством перекладин. Межсосудистая поровость супротивная и промежуточная между супротивной и очередной. Волокна с крупными окаймлёнными порами. Древесная паренхима очень скудная, диффузная и терминальная. Лучи палисадно-гомогенные и гетерогенные, одно-, двух- и трёхрядные.

## Виды
Род насчитывает 32 вида, некоторые из них:
- Illicium angustisepalum A.C.Sm.
- Illicium anisatum L. — Бадьян анисовый, или Иллициум анисовый
- Illicium arborescens Hayata
- Illicium cubense A.C.Sm. — Бадьян кубинский
- Illicium difengpium B.N.Chang
- Illicium dunnianum Tutcher
- Illicium ekmanii A.C.Sm.
- Illicium fargesii Finet & Gagnep.
- Illicium floridanum J.Ellis — Бадьян флоридский
- Illicium henryi Diels — Бадьян Генри
- Illicium hottense A.Guerrero, Judd & A.B.Morris
- Illicium lanceolatum A.C.Sm. — Бадьян ланцетный
- Illicium leiophyllum A.C.Sm.
- Illicium majus Hook.f. & Thomson
- Illicium mexicanum A.C.Sm. — Бадьян мексиканский
- Illicium micranthum Dunn
- Illicium oligandrum Merr. & Chun
- Illicium parviflorum Michx. ex Vent. — Бадьян мелкоцветковый, или Иллициум мелкоцветковый
- Illicium parvifolium Merr.
- Illicium spathulatum Y.C.Wu
- Illicium ternstroemioides A.C.Sm.
- Illicium verum Hook.f. — Бадьян настоящий, или Анис звёздчатый